# Krásná (kraj karlowarski)
Krásná – wieś i gmina w Czechach, w powiecie Cheb, w kraju karlowarskim. Według danych z dnia 1 stycznia 2012 liczyła 517 mieszkańców.
Jest to najdalej na zachód wysunięta miejscowość w Czechach.